# Tubangorchis caintaensis
Tubangorchis caintaensis ist ein zur Klasse der Saugwürmer gehörender Parasit im Darm der Bindenralle. Es ist der einzige Vertreter der Gattung Tubangorchis und diese wiederum die einzige der Unterfamilie Tubangorchiinae. In der Originalbeschreibung wurde die Art noch der Gattung Metorchis zugeordnet.

## Merkmale
Charakteristika der Unterfamilie sind Lage und Form des Bauchsaugnapfs und der Geschlechtsöffnung. Letztere ist queroval und liegt im Bereich des Darmgabel, nahe der Mundbucht (Pharynx) und vor dem Bauchsaugnapf. Der Bauchsaugnapf ist reduziert und liegt in einem großen Vorhof, welcher sich mit einer großen querovalen, von Dornen umgebenen Öffnung nach außen öffnet. In diesen Vorhof mündet auch die Geschlechtsöffnung, so dass das Gebilde dem Ventrogenitalsack der Heterophyidae ähnelt. Phylogenetische Analysen haben aber die Position innerhalb der Opisthorchiidae bestätigt.